# آستین ۱۶ ایچ‌پی

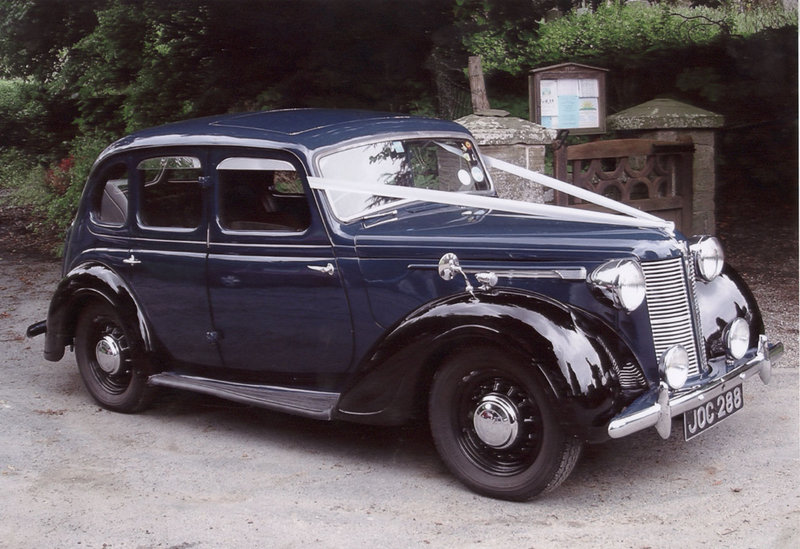

آستین ۱۶ ایچ‌پی (Austin ۱۶ hp) خودرویی است که در سال‌های ۱۹۴۵ تا ۱۹۴۹ ساخته شده‌است. وزن آن در حالت طبیعی ۲٬۹۶۸ پوند (۱٬۳۴۶ کیلوگرم)  است. سیستم جعبه‌دندهٔ آن ۴ دنده به صورت دستی است.

## نگارخانه

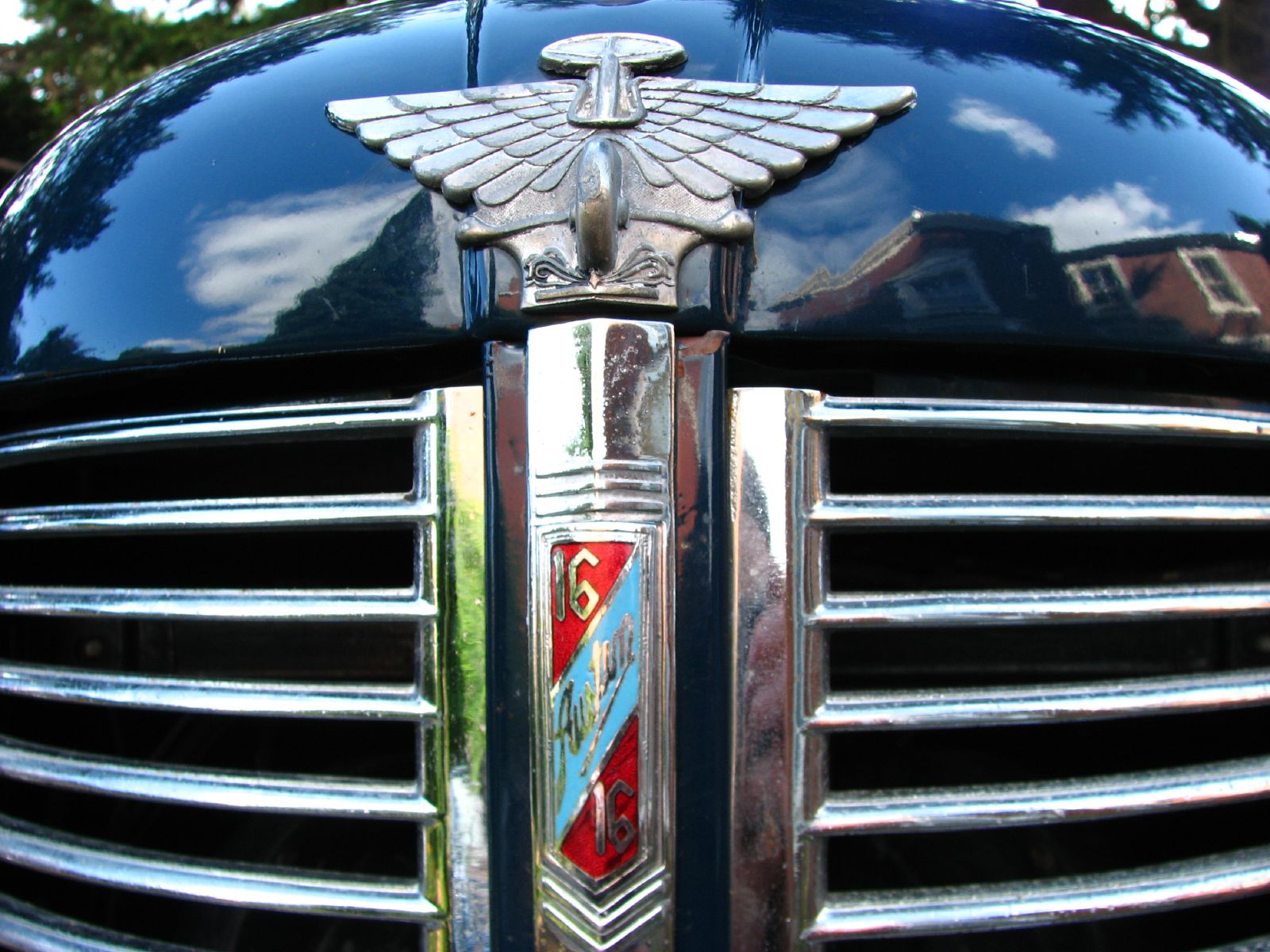
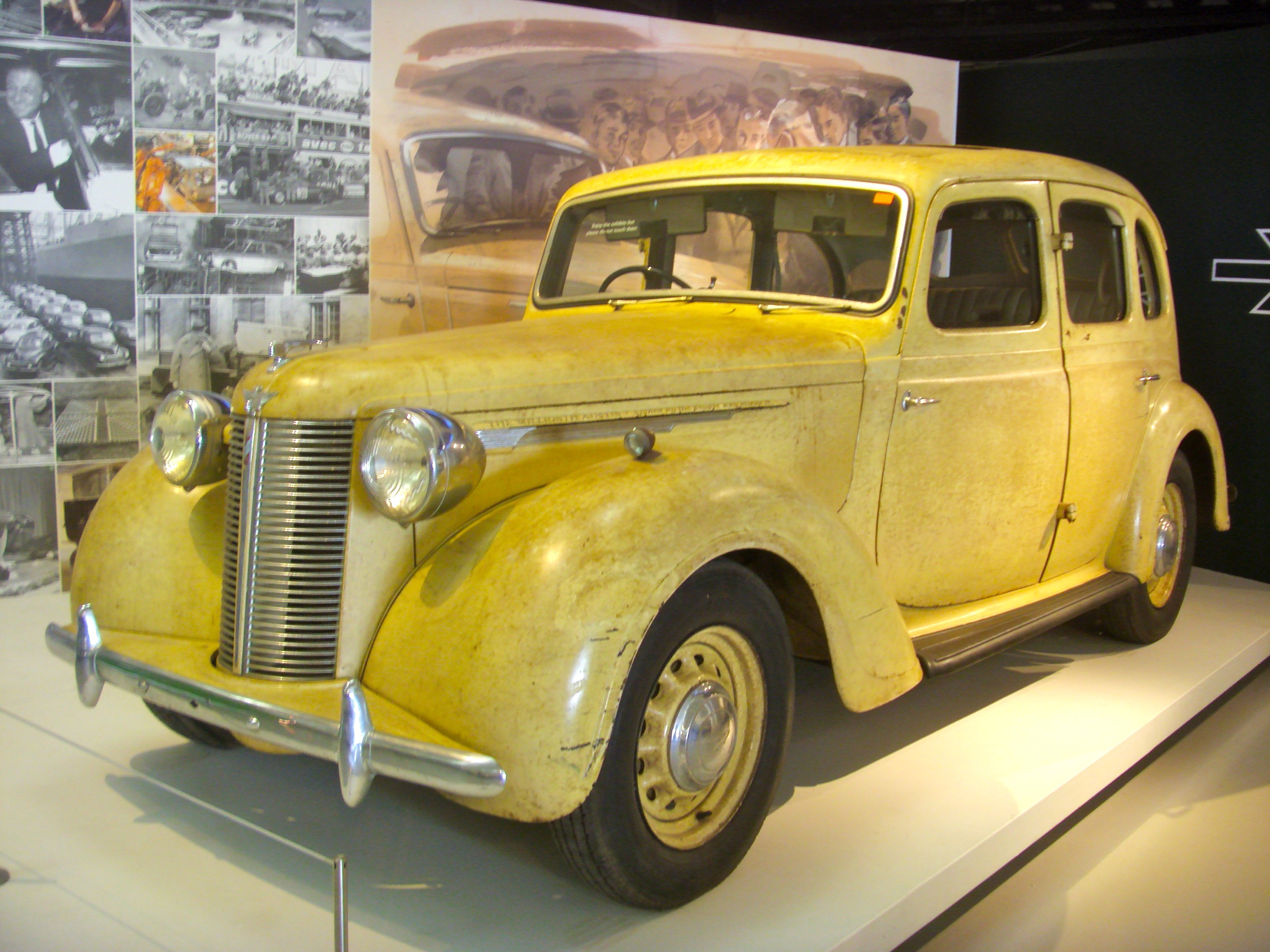
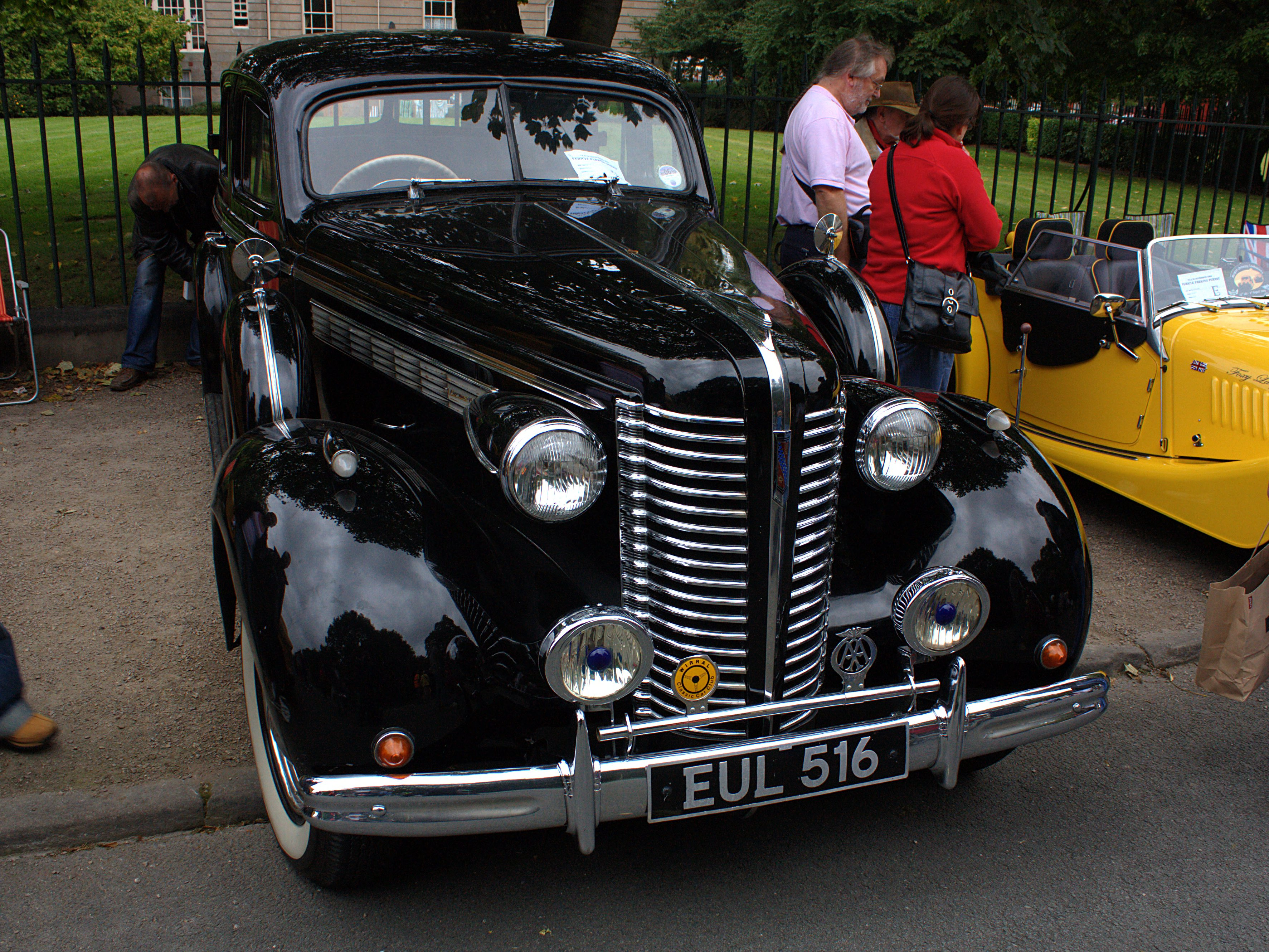